# Krzysztof Arndt
Krzysztof Arndt (ur. 1 czerwca 1964) – piłkarz polski grający na pozycji obrońcy.

## Kariera
Karierę piłkarską Arndt rozpoczął w klubie Chemik Bydgoszcz. Grał w nim do końca 1985 roku, a na początku 1986 roku przeszedł do Zawiszy Bydgoszcz. W sezonie 1988/1989 awansował z Zawiszą do pierwszej ligi. Swój debiut w polskiej ekstraklasie zaliczył 30 lipca 1989 w zwycięskim 1:0 domowym meczu ze Śląskiem Wrocław. W Zawiszy występował do końca sezonu 1993/1994. Latem 1994 przeszedł do Elany Toruń. Po kilku latach został grającym trenerem GLZS Sadki. Od sześciu lat pracuje w tym klubie wyłącznie jako trener.
Ogółem w polskiej ekstraklasie Arndt rozegrał 142 mecze i strzelił 19 goli.